# 오키나와 전투

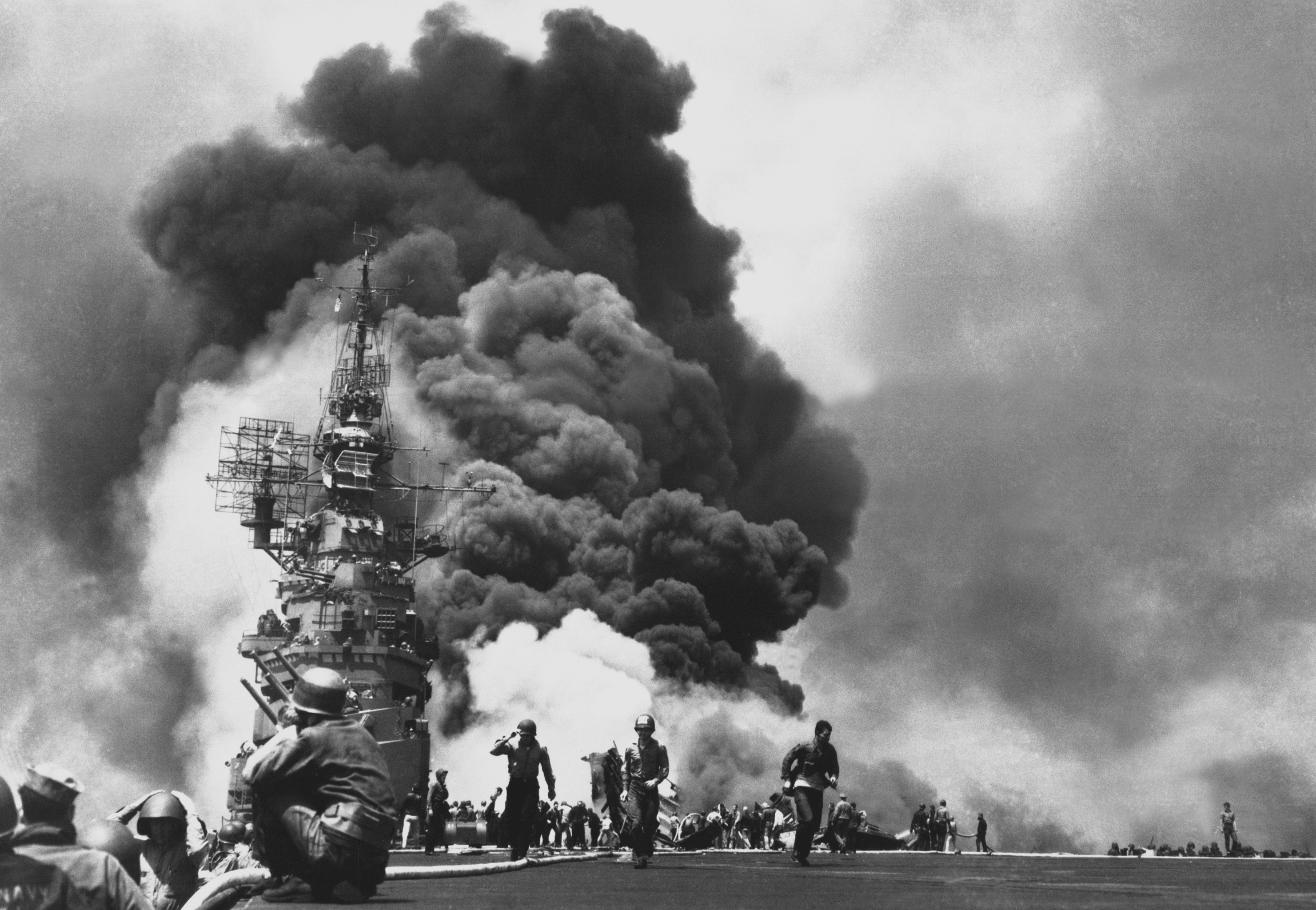
가미카제 특공대에 의해 공격당한 USS 벙커힐(CV-17)

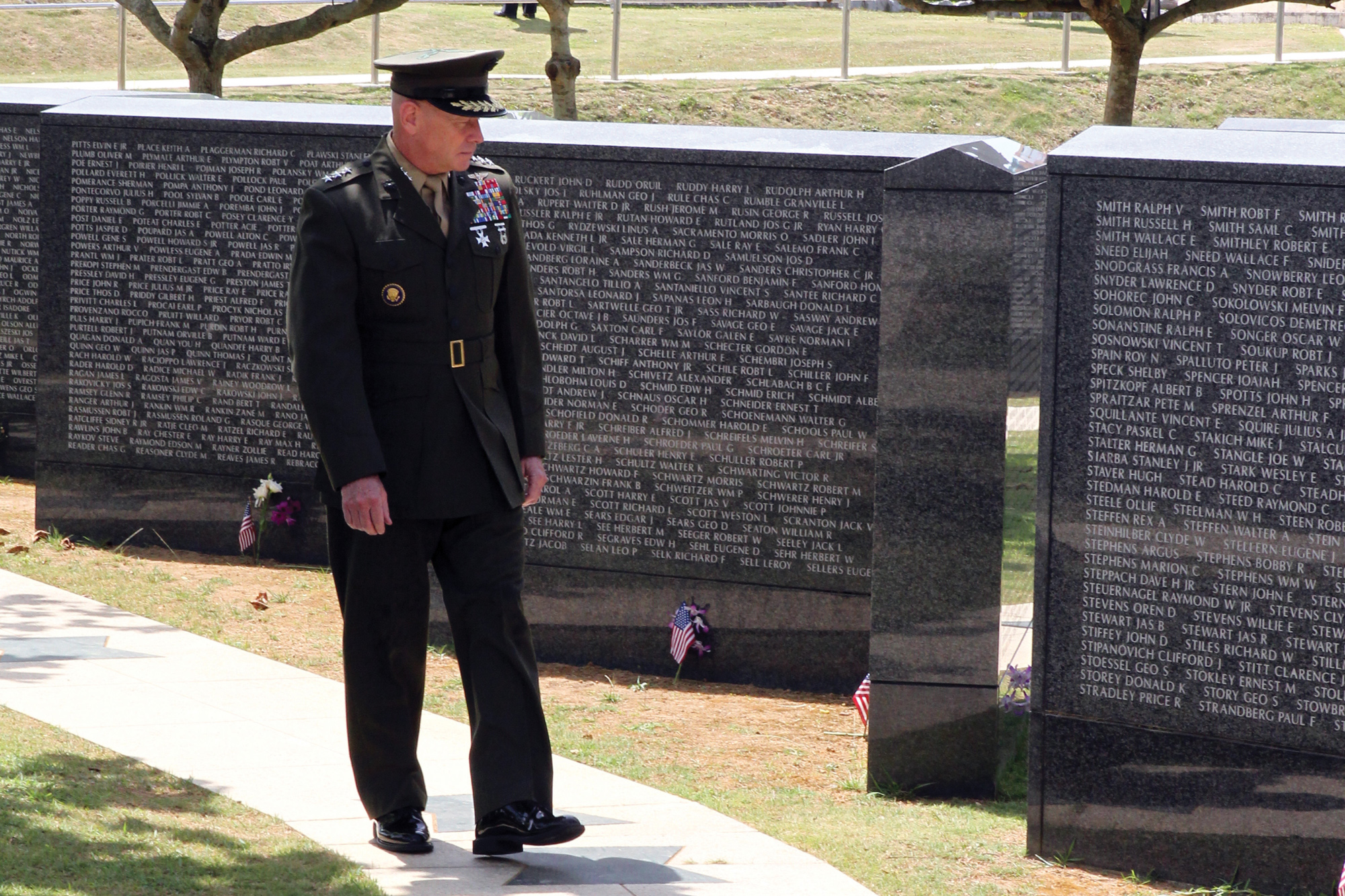
오키나와 전투에서 사망한 모든 나라의 모든 군인과 민간인의 이름이 적혀 있는 평화 기념탑

오키나와 전투(일본어: 沖縄戦 오키나와센[*], 영어: Battle of Okinawa) 또는 코드네임 아이스버그 작전(영어: Operation Iceberg)는 태평양 전쟁이 막바지이던 1945년 4월 1일부터 6월 23일까지 83일에 걸쳐 치른 전투로 이오지마 전투에 이어 최초로 일본 영토 내에서 벌어진 미군과 일본군의 전면전으로 미국인과 일본인을 포함한 전 세계인들에게 큰 충격을 주었다.
이 전투에서 미군은 최초로 태평양 전쟁에서 가장 커다란 피해를 냈으며, 일본 측에서는 사령관·군인 뿐만 아니라 그곳 주민들까지 전원 옥쇄해 가족끼리 서로를 죽이거나 수류탄으로 자결하는 등의 비극이 일어났다.

## 배경
미군은 이오섬 점령 후에 일본 영토 내로 쳐들어가기 위해 미군 탈환 지역에서 가장 가깝고 일본 규슈 지역을 폭격할 수 있는 오키나와섬을 골랐는데 미군은 사이먼 B. 버크너 중장의 지휘 아래에 18만 3000명에 달하는 대군을 이끌고 상륙 준비를 했다. 또한 상륙 지역에 일본군을 공격해 많은 피해가 나지 않도록 상륙 전 한 달 동안 3만 발에 달하는 포탄을 상륙 지역에 쏟아부었다.
일본군은 이에 우시지마 미쓰루 중장과 조 이사무 소장 등을 보내 방어 진지를 구축하게 했다.

## 전투 과정
미군은 상륙 당일인 1945년 4월 1일 오전에 주력 4개 사단이 오키나와 가데나 만으로 순조롭게 상륙하였다. 미군은 일본군의 아무 저항 없이 광대한 오키나와 북부 지역을 장악했고 상륙 며칠 동안 일본군은 나타나지 않았다. 왜냐하면 일본군들은 주로 남쪽에 있었기 때문이다.
그러나 4월 5일부터는 미군이 방심한 사이에 일본군의 사령부 슈리성에서 무수한 동굴 진지가 미군에게 큰 피해를 입혔다. 미군은 수류탄과 화염 방사기로 동굴 진지를 하나하나 제거했는데, 이로 인해 많은 시간이 걸렸다. 4월 7일에는 이토 세이이치 함장이 이끄는 7척의 남은 연합 함대와 그 당시 가장 큰 전함 야마토가 오키나와 보우노사키 해협에서 미군 전투기들과 급강하폭격기로 격침되었다. 일본군은 미군이 방어선을 뚫을 때까지 싸우고, 뚫으면 다음 방어선으로 후퇴했다. 즉 미군은 하나씩 점령해야 했다. 미국은 남쪽을 점령하기가 너무 어려워지자 섬의 남쪽에도 상륙을 했다.격렬한 전투 끝에 미국이 슈리성을 장악했고, 일본군은 병력의 절반을 잃었다.
일본군 사령부는 섬 남쪽 지역의 마부니 고지 동굴로 퇴각했고, 결전을 준비했다. 6월 11일에 오로쿠 지구에서는 일본 해군 사령관 오타 미노루와 군대 대부분이 전멸했고 6월 15일에 일본군의 남은 병력 6천 명이 미군의 화력에 견디지 못하고 붕괴됐다.
6월 18일 지휘관이던 사이먼 B. 버크너 중장이 일본군의 포격으로 급작스럽게 전사하지만 전세는 되돌려지지 않았다. 6월 19일에는 일본군 사령부 참모까지 전사했으며, 우시지마 미쓰루 중장과 조 이사무 소장이 6월 23일 오후 4시 30분에 할복 자살함으로써 전투는 종결되었다.

## 결과 및 영향
이 전투에서 일본 제국군은 군인, 사령관뿐만 아니라 그곳 주민들에게도 할복 자결을 명해 수많은 주민들이 수류탄으로 자결하거나 가족끼리 서로 목졸라 죽이는 비극이 일어났고 주민 사망자는 대략 12만 명으로 추산된다.

## 같이 보기
- 핵소 고지